# MOTHER/ネホリーナハホリーナ
「MOTHER/ネホリーナハホリーナ」（マザー/）は、PUFFYの5枚目のシングル。1997年12月12日発売。発売元はエピックレコードジャパン。

## 解説
- ライブやテレビ出演時は、二人ともギターを弾きながら歌っている。
- PUFFYと同じく奥田民生プロデュースの浜田雅功のシングル「春はまだか」も同日発売された。
- 「MOTHER」の歌い出しの歌詞は「およげ!たいやきくん」に類似している[1]。奥田自身もライブで弾き語りを行うことがある。
- 「ネホリーナハホリーナ」を提供したトータス松本は、『月刊カドカワ』（角川書店）での奥田の依頼を受け、まず草野マサムネに電話をかけたところ、草野は「曲のストックがあるから別にいいよ」と言っていたらしい。松本は、ストックがあるわけではなく、『パパパパパフィー』（テレビ朝日）に出演した際に二人にリクエストを聞いて作曲した（1997年放送回のトーク）。なお、草野は「愛のしるし」を提供している。

## トラック
1. MOTHER
作詞・作曲・編曲：奥田民生
  - フジテレビ系ドラマ『イヴ 〜 Santaclaus Dreaming 〜』主題歌
2. ネホリーナハホリーナ
作詞・作曲：トータス松本、編曲：奥田民生
  - テレビ朝日系『パパパパPUFFY』テーマ・ソング
3. MOTHER（オリジナル・カラオケ）
4. ネホリーナハホリーナ（オリジナル・カラオケ）

## カバー
MOTHER
- 1999年、hanako（山田花子がボーカル、藤井隆がバックダンサー）が本家PUFFYをコーラスに迎えてカバーしている。このバージョンは、アニメ『ヨシモトムチッ子物語』の2代目主題歌に起用された。
- 2007年、トリビュートアルバム「奥田民生・カバーズ」ではThe ピーズがカバーしている。

## 収録アルバム
- JET CD (#1,2)
- The Very Best of Puffy / amiyumi jet fever (#1,2)
- PUFFY karaoke PLAYLIST (#3)　配信アルバム